# Spilosoma inversa
Spilosoma inversa là một loài bướm đêm thuộc phân họ Arctiinae, họ Erebidae.